# Список Героев Советского Союза (Эмиров — Эсаулко)
В настоящем списке представлены в алфавитном порядке все Герои Советского Союза, чьи фамилии начинаются с буквы «Э» (всего 4 человека). Список содержит даты Указов Президиума Верховного Совета СССР о присвоении звания, информацию о роде войск, должности и воинском звании Героев на дату представления к присвоению звания Героя Советского Союза, годах их жизни.
Ударения в фамилиях Героев приведены по книге «Герои Советского Союза: Краткий биографический словарь / Пред. ред. коллегии И. Н. Шкадов. — М.: Воениздат, 1988. — Т. 2 /Любов — Ящук/. — 863 с. — 100 000 экз. — ISBN 5-203-00536-2.».
- Серым цветом  в таблице выделены Герои, представленные к званию посмертно.

| № п/п | Фамилия Имя Отчество                                               | Дата Указа | Род войск | Должность | Звание          | Годы жизни              | БС ГС НЛ                   |
| ----- | ------------------------------------------------------------------ | ---------- | --------- | --- | --------------- | ----------------------- | -------------------------- |
| 1     | Эми́ров Валентин Аллахиярович лезг. Эмиррин Валентин Аллагьяран хва | 13.12.1942 | авиация   | командир 926-го истребительного авиационного полка 219-й бомбардировочной авиационной дивизии 4-й воздушной армии Закавказского фронта | капитан         | 17.12.1914 — 10.09.1942 | [ БС 1 ] [ ГС 1 ] [ НЛ 1 ] |
| 2     | Эрга́шев Шариф узб. Ergashev Sharif                                 | 30.10.1943 | пехота    | стрелок 883-го стрелкового полка 193-й стрелковой дивизии 65-й армии Центрального фронта                                               | красноармеец    | 01.01.1916 — 05.12.1978 | [ БС 1 ] [ ГС 2 ] [ НЛ 2 ] |
| 3     | Эрджиги́тов Туйчи узб. To`ychi Eryigitov                            | 21.02.1944 | пехота    | автоматчик 1064-го стрелкового полка 281-й стрелковой дивизии 54-й армии Волховского фронта                                            | красноармеец    | 10.11.1921 — 05.10.1943 | [ БС 1 ] [ ГС 3 ] [ НЛ 3 ] |
| 4     | Эсау́лко Григорий Григорьевич укр. Есаулко Григорій Григорович      | 15.05.1946 | пехота    | командир отделения 986-го стрелкового полка 230-й стрелковой дивизии 5-й ударной армии 1-го Белорусского фронта                        | младший сержант | 18.10.1923 — 26.04.1945 | [ БС 1 ] [ ГС 4 ] [ НЛ 4 ] |